# Progetto Calcio Sant'Elia
Associazione Sportiva Dilettantistica Progetto Sant'Elia hay đơn giản là Progetto Sant'Elia là một câu lạc bộ bóng đá Ý, có trụ sở tại quận Sant'Elia của Cagliari, Sardinia.

## Lịch sử
Câu lạc bộ được thành lập vào năm 1998. Sau vài năm ở giải vô địch khu vực, trong mùa giải 2010-11, họ đã giành được Eccellenza Sardinia và vì vậy lần đầu tiên được thăng hạng lên Serie D. Trong mùa giải Serie D đầu tiên, vào năm 2011-12, đội đã trụ hạng sau khi thắng Monterotondo ở vòng playoff (sau khi kết thúc mùa giải ở vị trí thứ mười lăm). Progetto Calcio Sant'Elia đã xuống hạng trong mùa giải 2012-13 Eccellenza Sardinia.
Câu lạc bộ phá sản vào năm 2015.

## Màu sắc và huy hiệu
Màu sắc của đội là xanh và trắng.